# Georges Charpak
Georges Charpak (n. 1 august 1924, Dubrovîția, Polonia – d. 29 septembrie 2010, Paris, Île-de-France, Franța) a fost un fizician francez de origine polonă, laureat al Premiului Nobel pentru Fizică în 1992 pentru inventarea și dezvoltarea detectoarelor de particule, în special a camerei proporționale multicablate.